# Joanis Mitropulos
Joanis Mitropulos (gr.Ιωάννης Μητρόπουλος,  ur. w 1874 w Atenach, zm. ?) – grecki gimnastyk, zdobywca złotego medalu na Igrzyskach Olimpijskich w 1896 roku w Atenach.
Medal zdobył w ćwiczeniach na kółkach, był to pierwszy złoty medal dla Grecji w gimnastyce. Wywalczył także brąz w drużynowych ćwiczeniach na drążku.